# Direito de arena
O direito de arena é a expressão que se emprega para designar a prerrogativa que corresponde ao esportista de impedir que terceiros, sem sua autorização, divulguem sua imagem através de transmissões televisivas ou outros meios, ao participar de competições ou jogos em locais aos quais o acesso público não é gratuito.
No Brasil, o direito de arena está previsto na Lei 9.615 de 1998, conhecida como Lei Pelé, que regulamenta atividades desportivas. O conceito do instituto vem no artigo 42 da dita lei, verbis:
"Pertence às entidades de prática desportiva o direito de arena, consistente na prerrogativa exclusiva de negociar, autorizar ou proibir a captação, a fixação, a emissão, a transmissão, a retransmissão ou a reprodução de imagens, por qualquer meio ou processo, de espetáculo desportivo de que participem."
O direito de arena é verdadeira cessão legal do direito de imagem dos atletas e clubes, válido somente durante o espetáculo esportivo. Fora desse momento, o direito de imagem pertence ao jogador, retomando todo o status protetivo de direito personalíssimo.